# Ben Cooper
Ben Cooper (Hartford, Connecticut, 1933. szeptember 30. – Memphis, Tennessee, 2020. február 24.) amerikai színész.

## Filmjei
Mozifilmek
- Side Street (1950)
- Thunderbirds (1952)
- Woman They Almost Lynched (1953)
- A Perilous Journey (1953)
- Sea of Lost Ships (1953)
- Flight Nurse (1953)
- Johnny Guitar (1954)
- The Outcast (1954)
- Hell's Outpost (1954)
- The Eternal Sea (1955)
- The Last Command (1955)
- Headline Hunters (1955)
- Tetovált rózsa (The Rose Tattoo) (1955)
- The Fighting Chance (1955)
- A Strange Adventure (1956)
- Rebel in Town (1956)
- Duel at Apache Wells (1957)
- Outlaw's Son (1957)
- Chartroose Caboose (1960)
- Gunfight at Comanche Creek (1963)
- The Raiders (1963)
- Arizona fosztogatói (Arizona Raiders) (1965)
- Waco (1966)
- Ülő bika csatabárdja (Red Tomahawk) (1967)
- The Fastest Guitar Alive (1967)
- Hark, a vonatrabló (One More Train to Rob) (1971)
- Hurrá, van bérgyilkosunk! (Support Your Local Gunfighter) (1971)
- The Sky's the Limit (1975)
- Jack, a villám (Lightning Jack) (1994)

Tv-filmek
- The Choir Minister of Leipzig (1954)
- Crusade for Freedom (1955)

Tv-sorozatok
- Suspense (1950, két epizódban)
- Tales of Wells Fargo (1959, egy epizódban)
- Wichita Town (1959, egy epizódban)
- Johnny Ringo (1960, egy epizódban)
- Wagon Train (1959–1960, két epizódban)
- Zane Grey Theater (1956–1960, négy epizódban)
- Alkonyzóna (The Twilight Zone) (1959, 1961, két epizódban)
- Stagecoach West (1960, egy epizódban)
- The Westerner (1960, egy epizódban)
- Bonanza (1960–1961, két epizódban)
- The Rifleman (1961, egy epizódban)
- Perry Mason (1961–1965, öt epizódban)
- Gunsmoke (1961, 1965, három epizódban)
- Laramie (1962, két epizódban)
- Combat! (1963, 1965, két epizódban)
- Rawhide (1964, egy epizódban)
- Death Valley Days (1969, egy epizódban)
- Mannix (1969–1970, két epizódban)
- The Virginian (1970, egy epizódban)
- Kung Fu (1974, egy epizódban)
- The Fall Guy (1981–1983, hét epizódban)
- Dallas (1985, két epizódban)
- Kung fu: A legenda folytatódik (Kung Fu: The Legend Continues) (1995, egy epizódban)